# Reserva Natural de Soo-otsa
A Reserva Natural de Soo-otsa é uma reserva natural localizada no condado de Pärnu, na Estónia.
A área da reserva natural é de 737 hectares.
A área protegida foi fundada em 2007 para proteger tipos de habitat valiosos e espécies ameaçadas na aldeia de Kikepera (antiga freguesia de Surju).